# Paul Hock

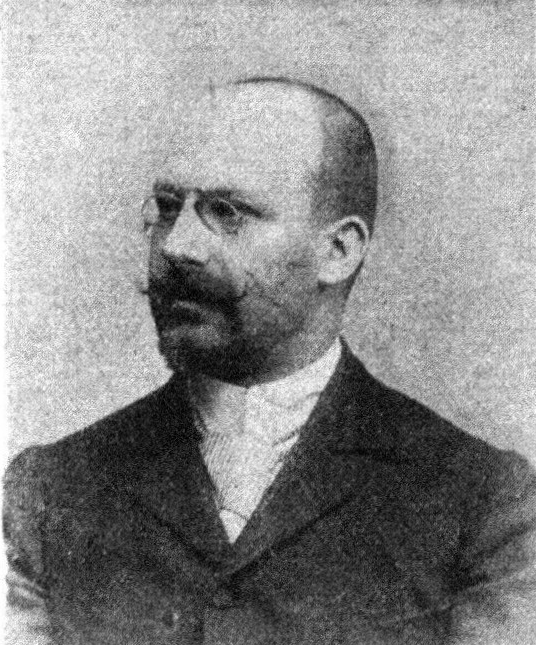
Paul Hock (vor 1907)

Paul Freiherr von Hock, nach dem Adelsaufhebungsgesetz 1919 Paul Hock (* 20. Oktober 1857 in Wien; † 2. September 1924 ebenda) war ein österreichischer Politiker der Deutschen Freiheitspartei.

## Familie
Paul Hock war der jüngste Sohn des österreichischen Staatsmannes Carl von Hock und dessen Ehefrau Sophie von Appeltauer (1813–1874). Sein Großvater väterlicherseits war ein jüdischer Kaufmann in Prag, sein Großvater mütterlicherseits Professor an der juristischen Fakultät der Universität Graz. Der Vater wurde mit seiner ganzen Familie 1852 in den Ritter- und 1859 in den Freiherrenstand erhoben.
Paul Hock heiratete 1888 Gabrielle Schmucker (1862–1889). Nach deren Tod ehelichte er 1900 Emma Bignio (1871–1907), eine Tochter des Sängers Louis von Bignio, und schließlich 1912 deren Schwester Margit. Alle drei Ehen blieben kinderlos.

## Ausbildung und Beruf
Nach dem Besuch der Volksschule und des Schottengymnasiums studierte er von 1874 bis 1878 Rechtswissenschaft an der Universität Wien und wurde dort 1879 zum Dr. jur. promoviert. Danach arbeitete er als Beamter in der Statthalterei Niederösterreichs und bei der Bezirkshauptmannschaft Wiener Neustadt, ab 1891 war er Referent der Kommission für Verkehrsanlagen in Wien. Von 1897 bis 1904 war er Bezirkshauptmann der neu geschaffenen Großgemeinde Floridsdorf, bis diese nach Wien eingemeindet wurde. Ab 1904 war er Hofrat beim Verwaltungsgerichtshof in Wien.
Hock war von 1905 bis 1923 Obmann des Vereins Freie Schule und befasste sich mit Schulgesetzen. Er veröffentlichte eine Reihe von rechtswissenschaftlichen Schriften, unter anderem eine Gewerbegesetznovelle (1905).
Er starb 1924 und wurde am Wiener Zentralfriedhof bestattet.

## Politische Funktionen und Mandate
- 1907–1924: Obmann des Deutsch-Demokratischen Vereins in Wien
- 1907–1918: Abgeordneter des Abgeordnetenhauses im Reichsrat (XI. und XII. Legislaturperiode), Wahlbezirk Österreich unter der Enns 17 (Stadt Wien IX. Bezirk Alsergrund), zunächst fraktionslos, ab 1913 Klub der deutschen Demokraten, ab 1917 Deutschfreiheitliche Vereinigung
- 21. Oktober 1918 bis 16. Februar 1919: Mitglied der Provisorischen Nationalversammlung, DnP

## Ehrungen
1925 wurde der im gleichen Jahr öffentlich zugänglich gemachte Paul-Hock-Park in Floridsdorf nach ihm benannt. Nach einer Umbenennung 1937 hieß die Gartenanlage zwischenzeitlich Hans-Smital-Park. 1964 folgte die Rückbenennung in Paul-Hock-Park.
Auch die Paul-Hock-Straße in Alsergrund trug von 1925 bis 1934 seinen Namen (seitdem Haulerstraße).